# الیکایی نواردار
الیکایی نواردار (نام علمی: Thryophilus pleurostictus) نام یک گونه از سرده بوریاخواه‌ها است.